# 毛里裘斯旅遊業
旅遊業是毛里裘斯經濟的重要支柱，以及該國外匯收入的重要來源。旅遊業的發展集中於羅德里格島，在阿加萊加群島相對落後。其多元文化的環境、熱帶氣候、海灘和各式各樣的水上活動都是吸引遊客的因素。

## 歷史
在過去30年，毛里裘斯已經由以農業為主的低收入經濟，成功轉型至中收入的多樣性經濟，當中的經濟增長很大程度上是來自豪華旅遊業的擴張。亦因應歐洲主權債務危機導致歐洲遊客消費力轉弱，多條往返各亞洲及非洲國家的直航航線已經開通，致力開拓新的客源。

## 概要

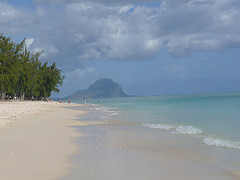
弗利康弗拉克的海灘

毛里裘斯的旅遊業由旅遊部所監管。毛里裘斯旅遊促進局則負責廣告活動、參加旅遊博覽會，並與當地旅遊業合作，在毛里求斯和國外進行推廣活動。毛里裘斯現有兩個聯合國教科文組織認可的世界遺產， 它們分別為阿普拉瓦西加特歷史遺址和莫納山。另外，黑河谷國家公園亦正在申請成為世界遺產。

## 統計
根據毛里裘斯統計局的資料所得，2011年抵達毛里裘斯的人數為1,294,387，當中964,642人為遊客。於2012年增長最多的遊客來源是俄羅斯及中國，按年增幅分別為58.9%及38.0%。據毛里裘斯銀行統計，2012年旅遊業的收益為440億毛里裘斯盧比（折合約9.49億美元）。